# Pfaffenhausen
Pfaffenhausen är en köping (Markt) i Landkreis Unterallgäu i Regierungsbezirk Schwaben i förbundslandet Bayern i Tyskland.
Köpingen ingår i kommunalförbundet Pfaffenhausen tillsammans med kommunerna Breitenbrunn, Oberrieden och Salgen.